# Cor
Cor ist als Kurzform von Cornelis ein niederländischer, überwiegend männlicher Vorname.

## Namensträger

### Männlicher Vorname
- Cor Alons (1892–1967), niederländischer Innenarchitekt und Produktdesigner
- Cor Bakker (* 1961), niederländischer Pianist der Unterhaltungsmusik (Pop, Jazz) sowie Radio- und Fernseh-Moderator
- Cor Bijster (1922–1998), niederländischer Radrennfahrer
- Cor Blekemolen (1894–1972), niederländischer Radrennfahrer
- Cor Braasem (1923–2009), niederländischer Wasserballspieler
- Cor Brom (1932–2008), niederländischer Fußballspieler und -trainer
- Cor du Buy (1921–2011), niederländischer Tischtennisspieler
- Cor Euser (* 1957), niederländischer Auto- und Motorradrennfahrer
- Cor Fijneman (* 1977), niederländischer Trance-DJ und Musikproduzent
- Cor Fuhler (1964–2020), niederländischer Pianist, Keyboarder und Komponist
- Cor van der Hart (1928–2006), niederländischer Fußballspieler und -trainer
- Cor Hendriks (1934–2016), niederländischer Fußballspieler
- Cor Kee (1900–1997), niederländischer Organist und Komponist
- Cor Kools (1907–1985), niederländischer Fußballspieler
- Cor Lammers (1928–2009), niederländischer Soziologe
- Cor Mutsers (* 1957), niederländischer Gitarrist
- Cor Pot (* 1951), niederländischer Fußballspieler und -trainer
- Cor Schuuring (* 1942), niederländischer Radrennfahrer
- Cor Veldhoen (1939–2005), niederländischer Fußballspieler
- Cor Wals (1911–1994), niederländischer Radrennfahrer
- Cor van Wijgerden (* 1950), niederländischer Schachspieler

### Weiblicher Vorname
- Cor Kint (1920–2002), niederländische Schwimmerin

### Deckname
- Max Windmüller (Cor; 1920–1945), deutsch-jüdischer Widerstandskämpfer gegen den Nationalsozialismus